# Kuwait SC
O Kuwait SC é um clube de futebol e basquetebol kuwaitiano com sede na Kaifan. A equipe compete na Campeonato Kuwaitiano de Futebol.

## História
O clube foi fundado em 1960.